# 馬格達護胸鯰
馬格達護胸鯰（學名：Hoplosternum magdalenae）為輻鰭魚綱鯰形目美鯰科的其中一種，為熱帶淡水魚，分布於南美洲马格达莱纳河與Sinu河流域，體長可達9.6公分，棲息在底層水域，生活習性不明，可做為觀賞魚。